# Shavkat Mirziyoyev
Shavkat Mirziyoyev (Jizzaxi vilajet, Üzbég SZSZK, ma Üzbegisztán, 1957. július 24. –) üzbég politikus, jogász, 2016 óta Üzbegisztán köztársasági elnöke. Elődje, Islom Karimov agyvérzésben halt meg. Hatalomra kerülése után Mirziyoyev nagyszabású reformokat indított gazdasági, pénzügyi és emberi jogi téren. 2021 októberében újraválasztották Üzbegisztán elnökévé.